# World Championship Series StarCraft II 2015
Navigation
WCS StarCraft II 2014 WCS StarCraft II 2016
L'édition 2015 des StarCraft II World Championship Series est le circuit officiel de tournois esports pour StarCraft 2 pour l'année 2015. 

## Format
L'édition 2015 des StarCraft II World Championship Series a subi de nombreux changements par rapport à l'édition 2014 avec un format très différent : une Premier League unique réunit les joueurs des régions non-coréennes, tandis qu'en Corée, il y a toujours la GSL organisée par GOM eXP, mais aussi la ligue individuelle organisée par SPOTV Games. Le nombre de régions (incluses dans la Premier League) sera plus important avec :
- Europe, Afrique et Moyen-Orient ;
- Amérique du Nord (États-Unis et Canada) ;
- Chine ;
- Amérique latine ;
- Océanie et Asie du Sud-Est ;
- Taïwan, Hong Kong et Macao.

### Organisation
Les 2015 WCS sont divisées en trois ligues principales dans lesquelles les joueurs gagnent des points : les World Championship Series, la Global StarCraft II League organisée par GOMeXP, et la StarCraft II Starleague organisée par SPOTV Games. Les joueurs peuvent aussi accumuler des points lors d'événements partenaires des WCS comme la DreamHack ou les Intel Extreme Masters.

## Événements

### World Championship Series
Les phases de qualifications permettent à 32 joueurs (64 pour la première saison) d'accéder à la Challenger League. Elle est séparée selon les régions et est constituée de 28 joueurs dans la région Europe, 16 dans la région Amérique du Nord, 8 pour la Chine, 4 pour l'Amérique latine, 4 pour l'Océanie et Asie du Sud-Est et 4 pour Taïwan, Hong Kong et Macao.
La Challenger League est constituée d'une série de matchs permettant aux joueurs issus des qualifications d'accéder à la Premier League. Les gagnants de ces matchs obtiennent une place à la Premier League, les perdants sont éliminés pour la saison et devront repasser les phases de qualifications.
La Premier League regroupe toutes les régions des WCS et est constituée des 32 meilleures joueurs de la saison. Les matchs sont joués pour les seizièmes de finale et huitièmes de finale en format de double tournoi : les joueurs sont répartis en groupes de quatre, les deux premiers de chaque groupe sont qualifiés pour les huitièmes puis pour les quarts de finale. Les seize joueurs issus de ces phases de groupent participent aux finales saisonnières. Tous les joueurs retournent en Challenger League pour la saison suivante.

### Corée (GSL et SSL)
L'organisation de la Global StarCraft II League est similaire à l'édition 2014 : les qualifications permettent à 24 nouveaux joueurs d'accéder au Code A, l'équivalent de la Challenger League. 48 joureurs y concurrent pour une place au Code S. Les matchs sont organisés en groupes de quatre joueurs (12 groupes) et les deux premiers de chaque groupe accèdent au Code S. Les deux perdants devront se requalifier au Code A à la saison suivante. Le Code S est équivalent à la Premier League, excepté le fait que les joueurs qui atteignent les quarts de finale se qualifient automatiquement pour le Code S de la saison suivante,.
La StarCraft II Starleague permet aux joueurs coréens de gagner plus de points. Les 14 groupes de qualifications désignent 28 joueurs qui devront s'affronter au tournoi Challenge avec quatre autres joueurs issus de différentes régions du monde (matchs joués en best-of-3). Les 32 participants s'affrontent dans des matchs d'Up-and-down. Les gagnants ont une place pour le tournoi principal. Les huitièmes de finale sont jouées en phases de groupes de quatre, les deux premiers de chaque groupe vont dans le tableau final. Les matchs sont joués en best-of-5 (demi-finales et finale en best-of-7).

### Finales mondiales
Les 2015 StarCraft II World Championship Series Global Finals sont les phases finales qui clôturent les 2015 StarCraft II World Championship Series et désignent un champion du monde. Elles se sont déroulées à Anaheim, en Californie, pendant la BlizzCon 2015 les 6 et 7 novembre 2015. Les joueurs qui y ont participé sont les 16 premiers du classement WCS 2015. À l'issue de ce tournoi, le joueur protoss sOs s'est imposé face au champion du monde en titre, le joueur zerg Life, 4 à 3, obtenant le statut de seul double champion du monde de StarCraft II. Le seul joueur non-coréen à y avoir participé est le joueur protoss français Lilbow, éliminé par Life en huitième de finale dans un cours match remporté 3 à 0 par le zerg.
|  | Quarts de finale (Bo5) | Quarts de finale (Bo5) | Quarts de finale (Bo5) | Quarts de finale (Bo5) |         |         | Demi-finales (Bo5) | Demi-finales (Bo5) | Demi-finales (Bo5) | Demi-finales (Bo5) |  |  | Finale (Bo7)  | Finale (Bo7)  | Finale (Bo7)  | Finale (Bo7)  |
|  |                        |                        |                        |                        |         |         |                    |                    |                    |                    |  |  |               |               |               |               |
|  | Date inconnue          | Date inconnue          | Date inconnue          | Date inconnue          |         |         | Date inconnue      | Date inconnue      | Date inconnue      | Date inconnue      |  |  | Date inconnue | Date inconnue | Date inconnue | Date inconnue |
|  | Date inconnue          | Date inconnue          | Date inconnue          | Date inconnue          |         |         | Date inconnue      | Date inconnue      | Date inconnue      | Date inconnue      |  |  | Date inconnue | Date inconnue | Date inconnue | Date inconnue |
|  | herO                   | herO                   | 1                      | 1                      |         |         | Date inconnue      | Date inconnue      | Date inconnue      | Date inconnue      |  |  | Date inconnue | Date inconnue | Date inconnue | Date inconnue |
|  | herO                   | herO                   | 1                      | 1                      |         |         | Date inconnue      | Date inconnue      | Date inconnue      | Date inconnue      |  |  | Date inconnue | Date inconnue | Date inconnue | Date inconnue |
|  | Classic                | Classic                | 3                      | 3                      |         |         | Date inconnue      | Date inconnue      | Date inconnue      | Date inconnue      |  |  | Date inconnue | Date inconnue | Date inconnue | Date inconnue |
|  | Classic                | Classic                | 3                      | 3                      | Classic | Classic | 2                  | 2                  |                    |                    |  |  | Date inconnue | Date inconnue | Date inconnue | Date inconnue |
|  | Date inconnue          |                        |                        |                        | Classic | Classic | 2                  | 2                  |                    |                    |  |  | Date inconnue | Date inconnue | Date inconnue | Date inconnue |
|  |                        |                        | Life                   | Life                   | 3       | 3       |                    |                    |                    |                    |  |  | Date inconnue | Date inconnue | Date inconnue | Date inconnue |
|  | INnoVation             | INnoVation             | Life                   | Life                   | 3       | 3       | 1                  | 1                  |                    |                    |  |  | Date inconnue | Date inconnue | Date inconnue | Date inconnue |
|  | INnoVation             | INnoVation             | Date inconnue          |                        |         |         | 1                  | 1                  |                    |                    |  |  | Date inconnue | Date inconnue | Date inconnue | Date inconnue |
|  | Life                   | Life                   | 3                      | 3                      |         |         |                    |                    |                    |                    |  |  | Date inconnue | Date inconnue | Date inconnue | Date inconnue |
|  | Life                   | Life                   | 3                      | 3                      | Life    | Life    | 3                  | 3                  |                    |                    |  |  |               |               |               |               |
|  | Date inconnue          |                        |                        |                        | Life    | Life    | 3                  | 3                  |                    |                    |  |  |               |               |               |               |
|  |                        |                        | sOs                    | sOs                    | 4       | 4       |                    |                    |                    |                    |  |  |               |               |               |               |
|  | Rain                   | Rain                   | sOs                    | sOs                    | 4       | 4       | 0                  | 0                  |                    |                    |  |  |               |               |               |               |
|  | Rain                   | Rain                   |                        |                        |         |         |                    |                    |                    |                    |  |  |               |               |               |               |
|  | sOs                    | sOs                    | 3                      | 3                      |         |         |                    |                    |                    |                    |  |  |               |               |               |               |
|  | sOs                    | sOs                    | 3                      | 3                      | sOs     | sOs     | 3                  | 3                  |                    |                    |  |  |               |               |               |               |
|  | Date inconnue          |                        |                        |                        | sOs     | sOs     | 3                  | 3                  |                    |                    |  |  |               |               |               |               |
|  |                        |                        | Rogue                  | Rogue                  | 0       | 0       |                    |                    |                    |                    |  |  |               |               |               |               |
|  | Hydra                  | Hydra                  | Rogue                  | Rogue                  | 0       | 0       | 1                  | 1                  |                    |                    |  |  |               |               |               |               |
|  | Hydra                  | Hydra                  |                        |                        |         |         |                    | 1                  |                    |                    |  |  |               |               |               |               |
|  | Rogue                  | Rogue                  | 3                      | 3                      |         |         |                    |                    |                    |                    |  |  |               |               |               |               |
|  | Rogue                  | Rogue                  | 3                      | 3                      |         |         |                    |                    |                    |                    |  |  |               |               |               |               |
|  |                        |                        |                        |                        |         |         |                    |                    |                    |                    |  |  |               |               |               |               |